# Орьюшка (приток Немды)
Орьюшка, Орья — река в России, протекает по Кировской области и Республике Марий Эл. Устье реки находится в 102 км от устья Немды по левому берегу. Длина реки составляет 10 км.
Исток реки в Новоторъяльском районе Марий Эл близ границы с Кировской областью в 18 км к северу от посёлка Новый Торъял. Течёт на юго-восток и восток, втекает на территорию Советского района Кировской области, протекает деревню Волчата и впадает в Немду у деревни Шаваржаки (Кичминское сельское поселение).

## Данные водного реестра
По данным государственного водного реестра России относится к Камскому бассейновому округу, водохозяйственный участок реки — Вятка от города Котельнич до водомерного поста посёлка городского типа Аркуль, речной подбассейн реки — Вятка. Речной бассейн реки — Кама.
Код объекта в государственном водном реестре — 10010300412111100037372.